# Queijo Terrincho

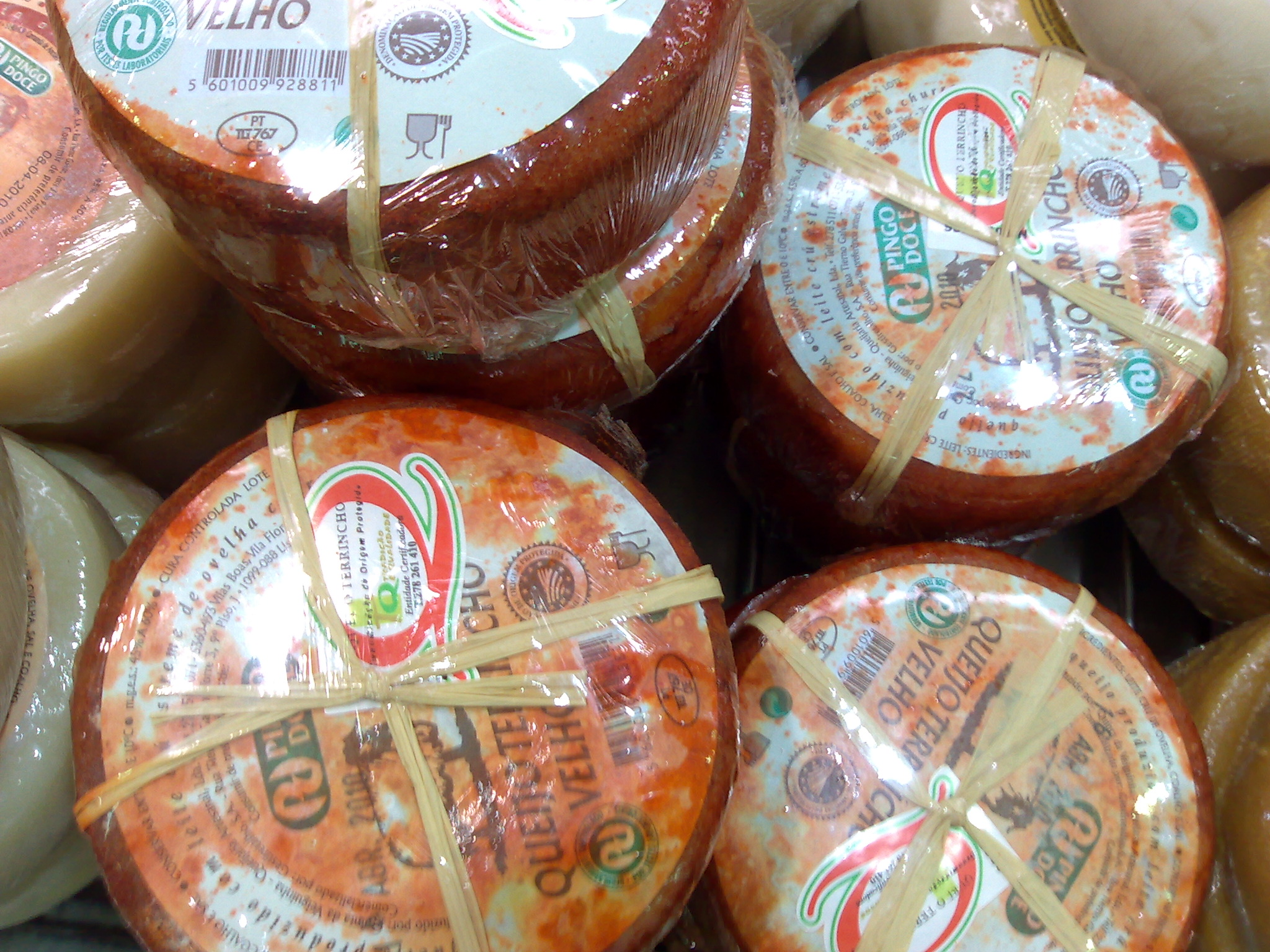
Queijo Terrincho

Queijo Terrincho ist ein portugiesischer Schafkäse aus Rohmilch mit geschützter Ursprungsbezeichnung.

## Herkunft
Das Herkunftsgebiet umfasst die Kreise Mogadouro, Alfândega da Fé, Torre de Moncorvo, Freixo de Espada à Cinta, Mirandela, Vila Flor, Carrazeda de Ansiães und Macedo de Cavaleiros (ohne die Gemeinden Edroso, Espadanedo, Ferreira, Murçós und Soutelo de Mourisco), São João da Pesqueira (ohne die Gemeinden Riodades und Paredes da Beira) und Vila Nova de Foz Côa sowie die Gemeinden Rio Torto, São Pedro de Veiga de Lila, Veiga de Lila, Valpaços, Vales und Possacos im Kreis Valpaços, die Gemeinden Longroiva, Fonte Longa, Poço do Canto und Meda im Kreis Meda und die Gemeinden Escalhão, Vilar de Amargo, Algodres und Mata de Lobos im Kreis Figueira de Castelo Rodrigo.
Der Name „Terrincho“ stammt von der Quinta da Terrincha im Vilariça-Tal in der Region Terra Quente Transmontana. Hiervon leitet sich auch „Terrincha“ als alternativer Name für die zur Käseherstellung genutzte Schafrasse Churra da Terra Quente ab.
Die Region ist von hügeligen Hochebenen, einigen Steilhängen und sauren, wenig fruchtbaren Böden geprägt. Die meisten Niederschläge fallen im Winter, während die Sommer sehr trocken sind.
In der Terra Quente Transmontana und dem oberen Douro-Tal war die Schafrasse Badana heimisch. Durch Kreuzung mit Mondegueiro-Rassen entstand Ende des 19. Jahrhunderts die Rasse Churra da Terra Quente. Die Rasse wird in erster Linie zur Milcherzeugung genutzt und liefert nur wenig Fleisch.
Die Schafe weiden auf Berggebieten, Brachflächen und weiten, unbewirtschafteten Flächen mit grober und spärlicher Grasdecke, sowie in Auen oder auf Naturweiden. Aufgrund des geringen Futterangebots auf den Weideflächen werden Roggen, Gerste, Hafer, Rüben, Linsen, Mais, Sorghum, Wicken, Lupinen und Blattwerk von Bäumen, wie Esche, Ulme, Eiche, Mandel- und Olivenbäumen sowie Reben aus dem Herkunftsgebiet zugefüttert.
Das Futter der Schafe wird im Herkunftsgebiet produziert. Bei Knappheit dürfen Futtermitteln gleicher Zusammensetzung aus anderen Regionen verwendet werden. Dessen Trockenmasse darf nicht mehr als 50 % der Gesamttrockenmasse des jährlichen Futters betragen.
Milcherzeugung, Käseherstellung und -reifung erfolgen im Herkunftsgebiet.

## Herstellung
Die Rohmilch wird mit tierischem Lab dickgelegt, kennzeichnend ist das langsame Abtropfen des Bruchs.
Queijo Terrincho hat eine Mindestreifezeit von 30 Tagen. Nach mindestens 90 Tagen Reifezeit erhält er die Zusatzbezeichnung Velho (gereift). Die Reifung findet bei 5 bis 12 °C (Velho: 5 bis 12 °C) und 80 bis 90 % rel. Luftfeuchtigkeit (Velho: 75 bis 85 %) statt. Als Velho kann er mit einer Paste aus Paprika und Tresterbrand oder Paprika und Olivenöl bestrichen oder entrindet und in Stücke geschnitten in Olivenöl eingelegt werden.

## Eigenschaften
Queijo Terrincho hat einen flachen, zylindrischen Laib mit einer Höhe von 3 bis 6 cm und einem Durchmesser von 12 bis 20 cm. Das Gewicht beträgt 700 bis 1.100 g. Bei dem Produkt im Format „Lunchbox-Größe“ beträgt der Durchmesser 8 bis 12 cm und das Gewicht 350 bis 550 g. Er ist in der Mitte leicht konkav und hat keine klaren Kanten.
Die Rinde ist weich, glatt und hellstrohgelb. Der halbweiche, weiße Teig ist dicht und gleichmäßig, dabei leicht buttrig und verliert beim Schneiden mitunter seine Form.
Queijo Terrincho hat einen milden, sauberen Geruch und einen nicht sehr scharfen Geschmack. Der Fettgehalt in der Trockenmasse beträgt 25 bis 50 %, der Feuchtigkeitsgehalt 35 bis 60 %.
Queijo Terrincho Velho hat einen flachen, zylindrische Laib mit einer Höhe von 2 bis 6 cm und einem Durchmesser von 10 bis 18 cm. Das Gewicht beträgt 500 bis 1.000 g. Bei dem Produkt im Format „Lunchbox-Größe“ beträgt der Durchmesser 5 bis 10 cm und das Gewicht 250 bis 450 g. Er ist in der Mitte leicht konvex und hat unebene Kanten.
Die Rinde ist hart, manchmal mit grober Textur und rot. Der harte, gelbliche Teig ist dicht und gleichmäßig, nicht buttrig und behält beim Schneiden seine Form.
Queijo Terrincho Velho hat einen nuancenreichen Geruch und einen kräftigen Geschmack. Er wird auch mit einer Beschichtung aus Paprikapulver und Olivenöl oder in Stücke geschnitten und in nativem Olivenöl eingelegt hergestellt. Der Fettgehalt in der Trockenmasse beträgt 35 bis 60 %, der Feuchtigkeitsgehalt 20 bis 55 %.

## Kennzeichnung und Handel
Beide Sorten werden als ganze Laibe, geschnitten oder in vorverpackten Portionen angeboten. Alle Verarbeitungsschritte müssen innerhalb des Herkunftsgebiets erfolgen.
Das Produktetikett muss mit der Aufschrift ‚Quejo Terrincho‘ — Denominação de Origem Protegida, ‚Quejo Terrincho‘ — DOP,  ‚Quejo Terrincho‘ — Denominação de Origem Protegida Velo oder ‚Quejo Terrincho‘ — DOP Velho versehen sein.